# Tutu
 Der er for få eller ingen kildehenvisninger i denne artikel, hvilket er et problem. Du kan hjælpe ved at angive troværdige kilder til de påstande, som fremføres i artiklen.

Et tutu er et balletskørt. Tutu er et særligt slags strutskørt, som er kort og meget stift, så det danner en krans om taljen.
Et tutu er fuldt synligt, men historisk har alle andre strutskørt kun været undertøj. Det siges, at det tutuen opstod i en påklædningscene i en ballet, hvor underkjolerne var synlige. Tututet bredte sig gradvist til hele balletten formentlig fordi det er nemmere at danse uden overkjole og flottere.